# Yerres (Fluss)
Die Yerres (auch: Yères) ist ein Fluss in Frankreich, der in der Region Île-de-France verläuft. Sie entspringt im Gemeindegebiet von Guérard, wo der Oberlauf auch Ru de Tournelles genannt wird, entwässert anfangs Richtung Süd bis Südwest, dreht dann auf Nordwest und mündet nach rund 98 Kilometern in Villeneuve-Saint-Georges als rechter Nebenfluss in die Seine. Ihr Unterlauf führt im Großraum von Paris durch ein dicht besiedeltes Gebiet. Auf ihrem Weg durchquert sie die Départements Seine-et-Marne, Essonne und Val-de-Marne.
Nicht zu verwechseln mit dem französischen Küstenfluss Yères in der Haute-Normandie!

## Orte am Fluss
- Touquin
- Rozay-en-Brie
- Chaumes-en-Brie
- Soignolles-en-Brie
- Combs-la-Ville
- Quincy-sous-Sénart
- Boussy-Saint-Antoine
- Épinay-sous-Sénart
- Brunoy
- Montgeron
- Yerres
- Crosne
- Villeneuve-Saint-Georges